# Liam Lynch
Liam Lynch, (født William Patrick Niederst, 5. september 1970) er en amerikansk sanger og instruktør.